# Complex Olímpic d'Esports d'Atenes
El Complex Olímpic d'Esports d'Atenes (en grec Ολυμπιακό Αθλητικό Κέντρο Αθήνας, abreviat OAKA) és un conjunt d'edificis esportius situat a Marussi (Grècia). Va ser dissenyat per l'arquitecte valencià Santiago Calatrava per esdevindre el conjunt central dels Jocs olímpics d'Atenes de 2004. Ocupa una extensió de 380 000 m².
El Complex Olímpic d'Esports d'Atenes està format per cinc elements:
- L'Estadi Olímpic d'Atenes, també conegut com l'Estadi Spiridon Louis. Té una capacitat per a més de 70.000 persones. Durant els Jocs es van celebrar les cerimònies d'obertura i clausura, les proves d'atletisme i la final de futbol. També es va disputar la final de Lliga de Campions 2006-2007.
- El Saló Olímpic Cobert. És l'estructura més antiga, construïda el 1995 amb motiu de l'Eurobasket. A més de rebre les competicions de bàsquet i gimnàstica el 2004, ha estat la seu la final del Campionat del Món de bàsquet 1998, el Festival d'Eurovisió de 2006 i la final de l'Eurolliga de bàsquet de 2007.
- El Centre Aquàtic Olímpic. Va ser construït per als Jocs del Mediterrani 1991, remodelat i ampliat per al 2004. Compta amb tres piscines: dues a l'aire lliure (11.500 i 5.300 espectadors) i una altra coberta (6.200). Als Jocs Olímpics d'Atenes va ser la seu de les competicions de natació, natació sincronitzada, salts i waterpolo.
- El Centre Olímpic de Tennis. Comta amb setze pistes on es va disputar el torneig de tennis. La pista principal té 6.000 seients encara que als Jocs arribava als 8.600.
- El Velòdrom Olímpic. Va ser dissenyat per Santiago Calatrava. Les curses de ciclisme en pista dels Jocs d'Atenes es van disputar a aquesta instal·lació amb capacitat llavors per a 5.250 espectadors.